# Julia Benedetti
Julia Benedetti González (La Coruña, 25 de septiembre de 2004) es una deportista y skater española. Participó en los Juegos Olímpicos de Tokio 2020 en la modalidad de monopatinaje. Previamente, había competido en categorías femeninas en campeonatos de la World Skate World Championships, quedando de 26.º en São Paulo en 2018 y de 14.º en Nankín en 2019.

## Trayectoria
Entró a sus 16 años en la historia de los Juegos Olímpicos al ser una de las 20 deportistas (la segunda española, junto a su compañera Andrea Benítez) en disputar la prueba de parque en el estreno del monopatinaje como deporte olímpico. Sufrió una caída en cada uno de los tres ejercicios que realizó, por lo que obtuvo una baja puntuación y no pudo meterse en la final. Terminó en el puesto 16.º.